# Ronde van Chili
De Ronde van Chili (Vuelta Ciclista de Chile) is een wielerwedstrijd die jaarlijks wordt verreden in Chili. De ronde is sinds 2005 onderdeel van de UCI America Tour en heeft daarin een 2.2-status.
Tot en met 1995 was de rittenkoers nog een wedstrijd voor amateurs, sinds 1996 is het een profwedstrijd. Sinds de wedstrijd werd opgenomen in de UCI America Tour heeft zij een 2.2-status. Sinds 2020 vond er geen editie plaats van deze wedstrijd, de edities werden vroegtijdig afgelast.

## Lijst van winnaars

### Meervoudige winnaars
| Overwinningen | Renner          | Land    | Jaren      |
| ------------- | --------------- | ------- | ---------- |
| 2             | Luis Sepúlveda  | Chili   | 1999, 2000 |
| 2             | Marco Arriagada | Chili   | 2003, 2004 |
| 2             | Andrej Sartasov | Rusland | 2006, 2007 |

### Overwinningen per land
| Overwinningen | Land                              |
| ------------- | --------------------------------- |
| 9             | Chili, Colombia                   |
| 5             | Rusland                           |
| 3             | Spanje                            |
| 2             | Argentinië, Frankrijk             |
| 1             | België, Brazilië, Italië, Uruguay |

2005 · 
2006 · 
2007 · 
2008 · 
2009 · 
2010 · 
2011 · 
2012 · 
2013 ·
2014 ·
2015 ·
2016 ·
2017 · 
2018 ·
2019 ·
2020 ·
2021 ·
2022 ·
2023 ·
2024 ·
2025
Belangrijkste wedstrijden

Ronde van San Luis · Ronde van Californië · Ronde van Utah · USA Pro Challenge · Ronde van Alberta